# بات موريتا

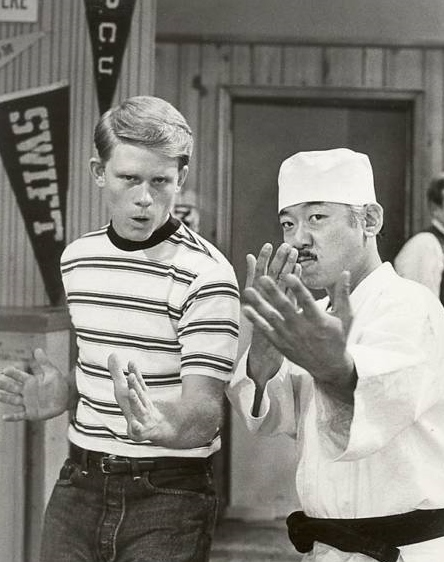
بات موريتا مع رون هاورد في فيلمه أيام سعيدة عام 1975م.

بات موريتا (بالإنجليزية: Pat Morita)‏ ، من مواليد 28 أبريل عام 1932م، وتوفي بتاريخ 24 نوفمبر عام 2005م.
وهو ممثل أمريكي من أصل ياباني، شارك في أفلامه الشهيرة «أيام سعيدة» وسلسلة أفلام «فتى الكاراتيه»، والذي مثل بدوره المدرب الياباني.

## مصدر
1. ↑   https://variety.com/2005/scene/markets-festivals/pat-morita-dies-1117933584/. اطلع عليه بتاريخ 2023-03-03. {{استشهاد ويب}}: |url= بحاجة لعنوان (مساعدة) والوسيط |title= غير موجود أو فارغ (من ويكي بيانات) (مساعدة)
2. ↑   https://variety.com/2005/scene/markets-festivals/pat-morita-dies-1117933584/. اطلع عليه بتاريخ 2023-03-03. {{استشهاد ويب}}: |url= بحاجة لعنوان (مساعدة) والوسيط |title= غير موجود أو فارغ (من ويكي بيانات) (مساعدة)
3. ↑   https://www.washingtonpost.com/archive/local/2005/11/26/noriyuki-pat-morita-73/ba15e76b-e5f3-48ed-86d8-e354d50f4459/. اطلع عليه بتاريخ 2023-03-03. {{استشهاد ويب}}: |url= بحاجة لعنوان (مساعدة) والوسيط |title= غير موجود أو فارغ (من ويكي بيانات) (مساعدة)
4. ↑  "Pat Morita, 73, Actor Known for 'Karate Kid' and 'Happy Days,' Dies"، نيويورك تايمز، 26 نوفمبر 2005، مؤرشف من الأصل في 2014-10-27

## وصلات خارجية
- بات موريتا على موقع IMDb (الإنجليزية)
- بات موريتا على موقع ميتاكريتيك (الإنجليزية)
- بات موريتا على موقع الموسوعة البريطانية (الإنجليزية)
- بات موريتا على موقع روتن توميتوز (الإنجليزية)
- بات موريتا على موقع ألو سيني (الفرنسية)
- بات موريتا على موقع ميوزك برينز (الإنجليزية)
- بات موريتا على موقع تيرنر كلاسيك موفيز (الإنجليزية)
- بات موريتا على موقع أول موفي (الإنجليزية)
- بات موريتا على موقع قاعدة بيانات الأفلام السويدية (السويدية)
- بات موريتا على موقع إن إن دي بي (الإنجليزية)
- بات موريتا على موقع فايند أغريف
- "Pat Morita, 73, Actor Known for 'Karate Kid' and 'Happy Days,' Dies"، نيويورك تايمز، 26 نوفمبر 2005، مؤرشف من الأصل في 2014-10-27
- Pat Morita on People.com
- 1967 Stars & Stripes Article on Morita (archive.org version)
- Archive of American Television oral history interview with Pat Morita